# گنکی مییاچی
گنکی مییاچی (انگلیسی: Genki Miyachi؛ زادهٔ ۱۷ آوریل ۱۹۹۴) بازیکن فوتبال اهل ژاپن است.
از باشگاه‌هایی که در آن بازی کرده‌است می‌توان به باشگاه فوتبال ناگویا گرامپوس اشاره کرد.